# Thysanina
Thysanina es un género de arañas araneomorfas de la familia Corinnidae. Se encuentra en el África austral y África oriental.

## Lista de especies
Según The World Spider Catalog 12.0:
- Thysanina absolvo Lyle & Haddad, 2006
- Thysanina capensis Lyle & Haddad, 2006
- Thysanina gracilis Lyle & Haddad, 2006
- Thysanina serica Simon, 1910
- Thysanina similis Lyle & Haddad, 2006
- Thysanina transversa Lyle & Haddad, 2006